# Coppa FIRA 1985-1987
La Coppa FIRA 1985-87 (in francese Trophée européen FIRA 1985-87), anche Coppa Europa 1985-87, fu il 26º campionato europeo di rugby a 15 organizzato dalla FIRA.
Si tenne dal 20 ottobre 1985 al 9 maggio 1987 tra 6 squadre che si affrontarono con la formula del girone unico a gare di andata e ritorno.
Rispetto alle edizioni precedenti, la FIRA, pur mantenendo la struttura del torneo a girone unico, lo articolò su cadenza biennale, con le gare d'andata nella prima annualità e quelle di ritorno, a campi invertiti, nella seconda.
Vincitrice fu, per la ventunesima volta, la Francia, che precedette in classifica l'Unione Sovietica e, a seguire, la Romania; a scendere di categoria furono Tunisia e Portogallo.
La seconda divisione fu articolata su due gironi con un play-off tra le vincitrici di ciascuno di essi in quanto il torneo di prima divisione del biennio successivo si sarebbe ridotto a 5 squadre; ad aggiudicarsi i due gironi furono Paesi Bassi e Spagna, che si incontrarono in gara unica a Bègles, in Francia per spareggiare, e fu la formazione iberica ad avere la meglio per 28 a 10 e a salire in prima divisione per la stagione successiva.
La terza divisione fu vinta dalla Jugoslavia che fu promossa in seconda, categoria dalla quale non vi furono discese.

## Squadre partecipanti
| 1ª divisione     | 2ª divisione   | 2ª divisione   | 3ª divisione |
| 1ª divisione     | Girone A       | Girone B       | 3ª divisione |
| ---------------- | -------------- | -------------- | ------------ |
| Francia          | Germania Ovest | Belgio         | Bulgaria     |
| Italia           | Marocco        | Cecoslovacchia | Jugoslavia   |
| Portogallo       | Polonia        | Paesi Bassi    | Svizzera     |
| Romania          | Spagna         | Svezia         |              |
| Tunisia          |                |                |              |
| Unione Sovietica |                |                |              |

## 1ª divisione
| Data       | Incontro                | Risultato | Sede       |
| ---------- | ----------------------- | --------- | ---------- |
| 20-10-1985 | Romania – URSS          | 16-13     | Bucarest   |
| 1-11-1985  | Francia XV – Tunisia    | 33-0      | Lavelanet  |
| 10-11-1985 | URSS ― Italia           | 15-13     | Mosca      |
| 7-12-1985  | Italia – Romania        | 19-3      | L'Aquila   |
| 8-2-1986   | Italia – Tunisia        | 18-4      | Rovigo     |
| 15-2-1986  | Francia XV – Italia     | 18-0      | Annecy     |
| 22-2-1986  | Portogallo – Romania    | 14-34     | Barreiro   |
| 22-3-1986  | Portogallo – Francia XV | 18-60     | Lisbona    |
| 12-4-1986  | Francia – Romania       | 25-13     | Villeneuve |
| 13-4-1986  | Italia – Portogallo     | 26-24     | Jesi       |
| 18-4-1986  | Tunisia – URSS          | 4-12      | Tunisi     |
| 26-4-1986  | Tunisia – Portogallo    | 24-21     | Tunisi     |
| 1-5-1986   | URSS ― Francia XV       | 7-14      | Kiev       |
| 3-5-1986   | Tunisia – Romania       | 17-15     | Monastir   |
| 17-5-1986  | Portogallo – URSS       | 3-29      | Barreiro   |
| 5-10-1986  | Romania – Tunisia       | 37-9      | Costanza   |
| 18-10-1986 | Romania – Portogallo    | 43-7      | Bucarest   |
| 18-10-1986 | Tunisia – Italia        | 9-22      | Biserta    |
| 23-10-1986 | Romania – Francia       | 3-20      | Bucarest   |
| 1-11-1986  | Francia XV – URSS       | 9-15      | Grenoble   |
| 16-11-1986 | Italia – URSS           | 14-16     | Genova     |
| 18-1-1987  | Portogallo – Italia     | 3-41      | Lisbona    |
| 8-2-1987   | Francia XV – Portogallo | 38-6      | Tyrosse    |
| 22-2-1987  | Italia – Francia XV     | 6-22      | Padova     |
| 12-4-1987  | Romania – Italia        | 9-3       | Costanza   |
| 18-4-1987  | Portogallo – Tunisia    | 9-12      | Lisbona    |
| 25-4-1987  | URSS ― Romania          | 12-13     | Mosca      |
| 1-5-1987   | URSS ― Tunisia          | 9-6       | Kiev       |
| 9-5-1987   | URSS ― Portogallo       | 50-6      | Char'kov   |
| 9-5-1987   | Tunisia – Francia XV    | 6-38      | Tunisi     |

|               | Classifica       | G  | V | N | P  | PF  | PS  | P±   | PT |
| ------------- | ---------------- | -- | - | - | -- | --- | --- | ---- | -- |
|               | Francia          | 10 | 9 | 0 | 1  | 266 | 74  | +192 | 28 |
|               | Unione Sovietica | 10 | 7 | 0 | 3  | 178 | 98  | +80  | 24 |
|               | Romania          | 10 | 6 | 0 | 4  | 196 | 139 | +57  | 22 |
|               | Italia           | 10 | 5 | 0 | 5  | 162 | 122 | +40  | 20 |
| Retrocessione | Tunisia          | 10 | 3 | 0 | 7  | 91  | 214 | -123 | 16 |
| Retrocessione | Portogallo       | 10 | 0 | 0 | 10 | 111 | 357 | -246 | 10 |

## 2ª divisione

### Girone A
| Data       | Incontro                 | Risultato | Sede        |
| ---------- | ------------------------ | --------- | ----------- |
| 27-10-1985 | Polonia ― Spagna         | 3-24      | Sopot       |
| 10-11-1985 | Germania Ovest ― Spagna  | 13-11     | Hannover    |
| 9-2-1986   | Spagna ― Marocco         | 23-12     | Madrid      |
| 13-4-1986  | Polonia ― Germania Ovest | 28-12     | Potsdam     |
| 27-4-1986  | Germania Ovest ― Marocco | 6-0       | Heidelberg  |
| 11-5-1986  | Marocco ― Polonia        | 16-14     | Casablanca  |
| 29-11-1986 | Spagna ― Germania Ovest  | 50-0      | Madrid      |
| 14-12-1986 | Marocco ― Spagna         | 3-12      | Casablanca  |
| 5-4-1987   | Marocco ― Germania Ovest | 7-0       | Casablanca  |
| 12-4-1987  | Polonia ― Marocco        | 21-4      | Ruda Śląska |
| 26-4-1987  | Spagna ― Polonia         | 38-9      | Madrid      |
| 10-5-1987  | Germania Ovest ― Polonia | 6-20      | Hannover    |

|  | Classifica     | G | V | N | P | PF  | PS  | P±   | PT |
|  | -------------- | - | - | - | - | --- | --- | ---- | -- |
|  | Spagna         | 6 | 5 | 0 | 1 | 158 | 40  | +118 | 16 |
|  | Polonia        | 6 | 3 | 0 | 2 | 95  | 100 | -5   | 12 |
|  | Marocco        | 6 | 2 | 0 | 4 | 42  | 76  | -34  | 10 |
|  | Germania Ovest | 6 | 2 | 0 | 5 | 37  | 116 | -79  | 8  |

### Girone B
| Data       | Incontro                     | Risultato | Sede         |
| ---------- | ---------------------------- | --------- | ------------ |
| 5-10-1985  | Svezia ― Paesi Bassi         | 11-16     | Falkenberg   |
| 19-11-1985 | Cecoslovacchia ― Belgio      | 14-3      | Praga        |
| 16-3-1986  | Belgio ― Paesi Bassi         | 0-11      | Dendermonde  |
| 13-4-1986  | Paesi Bassi ― Cecoslovacchia | 9-6       | Hilversum    |
| 10-5-1986  | Svezia ― Belgio              | 12-6      | Malmö        |
| 1-6-1986   | Cecoslovacchia ― Svezia      | 51-3      | Vysoké Tatry |
| 17-10-1986 | Paesi Bassi ― Svezia         | 23-0      | Castricum    |
| 19-10-1986 | Belgio ― Svezia              | 9-0       | Bruxelles    |
| 22-11-1986 | Belgio ― Cecoslovacchia      | 18-15     | Visé         |
| 8-3-1987   | Paesi Bassi ― Belgio         | 10-8      | Hilversum    |
| 12-4-1987  | Cecoslovacchia ― Paesi Bassi | 27-14     | Praga        |
| 24-5-1987  | Svezia ― Cecoslovacchia      | 4-15      | Enköping     |

|  | Classifica     | G | V | N | P | PF  | PS  | P±  | PT |
|  | -------------- | - | - | - | - | --- | --- | --- | -- |
|  | Paesi Bassi    | 6 | 5 | 0 | 1 | 83  | 52  | +31 | 16 |
|  | Cecoslovacchia | 6 | 4 | 0 | 2 | 128 | 51  | +77 | 14 |
|  | Belgio         | 6 | 2 | 0 | 4 | 44  | 62  | -18 | 10 |
|  | Svezia         | 6 | 1 | 0 | 5 | 30  | 120 | -90 | 8  |

### Spareggio promozione
| Arbitro: | Villatte |

|                                          |      |                   |
| Núñez 8’ Moral 39’ Rivero 72’ Torres 79’ | mt   | 14’ Jausman       |
| Núñez 8’, 72’, 79’                       | tr   |                   |
| Puertas Soto 12’ Núñez 25’               | c.p. | 5’, 30’ Hengeweld |

## 3ª divisione
| Data       | Incontro              | Risultato | Sede        |
| ---------- | --------------------- | --------- | ----------- |
| 6-12-1985  | Jugoslavia ― Svizzera | 13-6      | Zenica      |
| 25-5-1986  | Bulgaria ― Jugoslavia | 10-4      | Pernik      |
| 18-10-1986 | Svizzera ― Bulgaria   | 25-13     | Losanna     |
| 16-11-1986 | Svizzera ― Jugoslavia | 3-4       | Ginevra     |
| 10-5-1987  | Bulgaria ― Jugoslavia | 15-32     | Varna       |
|            | Bulgaria ― Svizzera   | 6-0       | per forfait |

|  | Classifica | G | V | N | P | PF | PS | P±  | PT |
|  | ---------- | - | - | - | - | -- | -- | --- | -- |
|  | Jugoslavia | 4 | 3 | 0 | 1 | 53 | 34 | +19 | 10 |
|  | Bulgaria   | 4 | 2 | 0 | 2 | 44 | 61 | -17 | 8  |
|  | Svizzera   | 4 | 1 | 0 | 3 | 34 | 36 | -2  | 5  |